# Ruta 28 (Bolivia)
La Ruta Nacional 28 es una carretera boliviana perteneciente a la Red Vial Fundamental. La Ruta 28 ha sido declarado parte de la red vial nacional boliviana Red Vial Fundamental con la Ley 2944 del 27 de enero de 2005.

## Historia
El camino tiene una longitud de 165 kilómetros y discurre por las estribaciones nororientales de la Cordillera de Lípez.
La Ruta 28 corre de este a oeste en la parte occidental del Departamento de Tarija y en la parte sur del Departamento de Potosí. El camino parte de la Ruta 1 en la ciudad de Padcaya y luego de 165 kilómetros llega a la ciudad de Villazón.
Los primeros trece kilómetros de la Ruta 28 son pavimentados, y el resto del recorrido es de ripio y terracería.

## Ciudades

### Departamento de Tarija
- km 000: Padcaya
- km 013: Abra de San Miguel
- km 018: Cañas
- km 023: Canchas Mayu
- km 025: Camacho
- km 056: Yutu Cancha
- km 058: Rosario
- km 076: Huayllajara
- km 098: Pulario

### Departamento de Potosí
- km 102: Tincuya
- km 118: Salitre
- km 143: Yanalpa
- km 165: Villazón